# Rødøy
Rødøy és un municipi situat al comtat de Nordland, Noruega. Té 1,249 habitants (2018) i la seva superfície és de 711.27 km². El centre administratiu del municipi és el llogaret de Vågaholmen. Els altres llogarets de Rødøy són Gjerøy, Jektvika, Kilboghamn, Melfjorden, Oldervika, Sørfjorden, i Tjong. El municipi consta de moltes illes a l'oest de la segona glacera més gran de Noruega, Svartisen.
La part oriental de Rødøy està situada al continent, a l'est de la serralada de Saltfjellet. La resta del municipi es compon d'illes situades a l'oest, entre les quals Gjerdøya, Hestmona, Myken, Nesøya, Rangsundøya, Renga i Rødøya. La part més occidental del municipi està formada per les illes Myken al Vestfjorden, on es troba el far de Myken.
El Tjongsfjorden es troba al nord de la part continental de Rødøy, al nord de la muntanya de Blokktinden. El Melfjorden està situat al sud de la part continental, que forma part del Parc Nacional de Saltfjellet-Svartisen.